# 世界樹の迷宮X
『世界樹の迷宮X』（せかいじゅのめいきゅうクロス、）は、アトラスより発売されたニンテンドー3DS用ロールプレイングゲームである。
日本では2018年8月2日に発売され、全世界では2019年2月5日に発売された。

## 概要
シリーズ通算10作目（リメイク版などを含む）にして、「ニンテンドー3DSでは最後の世界樹」とされている。従来のシリーズと同じく『ウィザードリィ』に近いスタイルの3DダンジョンRPGに新要素を加えつつ、シリーズの総集編として、過去作に登場したクラスやモンスター、迷宮などが多数登場する。

## 登場人物
ペルセフォネ・マギニアス
声 - 坂本真綾
ギュンター・ミュラー
声 - 大塚明夫
ヴィヴィアン
声 - 長妻樹里
ネイピア
声 - 佐倉綾音
クワシル
声 - 大塚芳忠

## 世界観
レムリア
マギニア

## 反応
このゲームは、NAVGTR Awardsの「Game, Role Playing」にノミネートされた。